# Lydia Becker

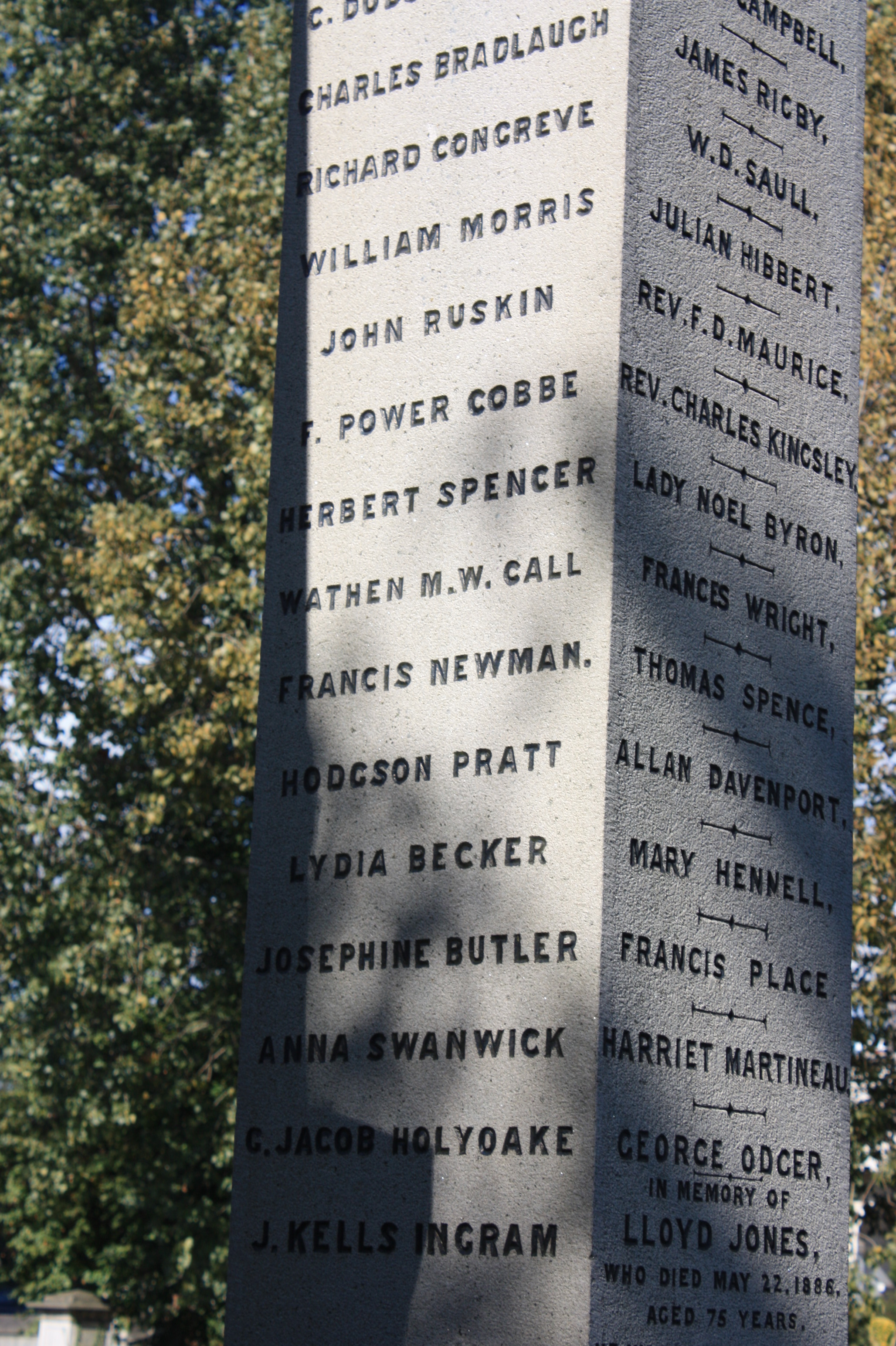
El nombre de Lydiaa Becker en la parte inferior del monumento a las Reformistas, Cementerio de Kensal Green

Lydia Ernestine Becker (24 de febrero de 1827 – 18 de julio de 1890) fue una líder del primer movimiento sufragista británico, así como una científica amateur con intereses en biología y astronomía. Es conocida por fundar y publicar el Women's Suffrage Journal entre 1870 y 1890.

## Biografía
Lydia Becker nació en la calle Cooper de la ciudad de Mánchester, era la hija mayor de Hannibal Becker, cuyo padre Ernst Becker había emigrado desde Ohrdruf en Turingia. Becker fue educada en casa, como muchas mujeres de la época. Intelectualmente curiosa, estudió botánica y astronomía, y ganó una medalla de oro en 1862, en la Royal Horticultural Society's Botanical Competition por la mejor colección de plantas secas, la cual se publicó en un artículo académico sobre horticultura. Cinco años más tarde, en 1867, fundó la Sociedad Literaria de las Damas en Mánchester. A partir del 1863 comenzó una correspondencia con Charles Darwin y poco después le convenció para enviar un artículo a la Sociedad. En el curso de su correspondencia, Becker envió a Darwin una serie de muestras de plantas de los campos que rodean Mánchester. También le envió una copia de su "pequeño libro", Botany for Novices: a short outline of the natural system of classification of plants (1864). Becker es una de las mujeres del siglo XIX que contribuyó, a menudo de forma rutinaria, al trabajo científico de Darwin. Tanto su correspondencia como su trabajo sugieren que Becker tuvo un interés particular en las plantas bisexuales y hermafroditas lo que, quizás, le mostró una evidencia natural de la existencia de un orden sexual y social radicalmente alternativo.

### La ciencia botánica
Su incursión en la botánica fue con la obra Botany for Novices: a short outline of the natural system of classification of plants (1864), un manual accesible sobre la clasificación de plantas. Su interés por la botánica la llevó a estudiar plantas trepadoras de la especie Silene dioica (Lychnis dioica) conocidas por volverse hermafroditas bajo ciertas condiciones, lo que la motivó a iniciar una correspondencia con Charles Darwin en 1863, enfocada en temas botánicos.

Este libro enseña los fundamentos de la botánica centrándose en la estructura de las plantas en lugar de sus nombres. Su enfoque se centra en las plantas con flores y proporciona una clara y sencilla explicación de las diferencias entre dicotiledóneas y monocotiledóneas. La autora instruye sobre cómo diseccionar y observar partes de las plantas, y utiliza comparaciones, como los anillos de crecimiento en un castaño de indias y una planta de caña, para discutir estructuras exógenas y endógenas. La autora comenta que este manual está dirigido a:
aquellas personas que, aunque desean saber algo de Botánica, se sienten disuadidas por las largas palabras y las dificultades aparentemente formidables que se encuentran ante su perpleja mirada al abrir un tratado elaborado sobre el tema; o que albergan el temor infundado de que no pueden aprender mucho de la ciencia sin cargar la memoria con una gran cantidad de nombres largos y difíciles de plantas, que les dejarán, después de la molestia de aprenderlos, poco más sabios que antes.

#### Principales aportaciones desde la ciencia
- Contribución científica: Investigó cómo un hongo parasitario en Lychnis dioica alteraba la morfología sexual de las flores femeninas, convirtiéndolas en hermafroditas. Su trabajo respaldó aspectos de la teoría de pangénesis de Darwin, que explicaba la herencia de características en plantas y animales.
- Evolución como herramienta retórica: Empleó conceptos darwinianos, como la flexibilidad y adaptación, para argumentar que las categorías biológicas de sexo no eran fijas, reflejando también la maleabilidad de roles sociales y de género.
- Educación científica como reforma social: Abogó por una educación igualitaria en ciencias para hombres y mujeres. Fundó sociedades literarias para mujeres y promovió la ciencia como un medio para superar las restricciones impuestas por la sociedad victoriana.
- Colaboración con Darwin: A través de su correspondencia, Becker influyó y fue influenciada por Darwin, adoptando su método de observación empírica para desarrollar sus investigaciones.
- Relación entre botánica y derechos de las mujeres: Becker utilizó principios de la historia natural y evolutivos para desafiar las nociones tradicionales de género. Afirmó, promoviendo una visión de igualdad intelectual entre hombres y mujeres, argumentando que las diferencias observadas eran producto de factores culturales y no biológicos.[11][13][14]

El trabajo de Lydia Becker combina la botánica con una visión política progresista, demostrando que la ciencia puede ser una herramienta para la transformación social, educativa y la promoción de los derechos de las mujeres. Su enfoque colaborativo para entender las plantas y su promoción de perspectivas inclusivas imaginaron las relaciones ecológicas como redes interconectadas, mostrando cómo la ciencia puede reflejar principios de justicia y sostenibilidad.

### Trayectoria como sufragista
En el otoño de 1866 Becker asistió a la reunión anual de la Asociación Nacional para el Avance de las Ciencias Sociales, donde se entusiasmó con un artículo de Barbara Bodichon titulado "Razones para la concesión de voto a las mujeres". Se consagró a esta causa y, en enero de 1867, convocó la primera reunión del Comité Sufragista de las Mujeres de Mánchester la primera organización de este tipo en Inglaterra, que se convertiría más tarde en la Sociedad de Mánchester para el Sufragio de las Mujeres de la que Lydia Becker fue su secretaria desde febrero de 1867.
Varios meses más tarde, Lilly Maxwell, una viuda dueña de una tienda, apareció por error en el registro de votantes en Mánchester. No era la primera vez, pero fue una buena oportunidad para dar publicidad a la causa. Becker visitó a Maxwell y la acompañó al colegio electoral. La presidencia de la mesa vio el nombre de Maxwell en la lista y le permitió votar. Becker inmediatamente empezó a animar a otras mujeres cabeza de familia de la región a solicitar la inclusión de sus nombres en el censo electoral. Sus reclamaciones fueron presentadas ante los tribunales por John Coleridge y Richard Pankhurst en Chorlton v. Lings, pero el caso fue desestimado.
El 14 de abril de 1868 tuvo lugar la primera reunión pública de la Sociedad Nacional para el Sufragio de las Mujeres en la Sala de Libre Comercio de Mánchester. Las tres conferenciantes principales fueron Agnes Pochin, Anne Robinson y Becker. Becker propuso una resolución para conceder a las mujeres el derecho de voto en las mismas condiciones que los hombres.
Posteriormente, Becker comenzó una serie de conferencias por ciudades del Norte de Inglaterra en representación de la sociedad. En junio de 1869, Becker y sus compañeras de campaña tuvieron éxito en la obtención del voto para las mujeres en las elecciones municipales. Tras hacer campaña para la inclusión de las mujeres en los consejos escolares, en 1870 fue una de las cuatro mujeres elegidas para el Consejo Escolar de Mánchester, al que perteneció hasta su muerte. En el mismo año Becker y su amiga Jessie Boucherett fundaron Women's Suffrage Journal y poco después empezó a organizar giras de conferencias de mujeres– una rareza en Gran Bretaña en aquel tiempo. En 1874 en una conferencia organizada por Becker en Mánchester, Emmeline Pankhurst, que entonces tenía quince años, defendió por primera vez en público el sufragio femenino.
El Journal fue la publicación más popular sobre el sufragio femenino en la Gran Bretaña del siglo XIX. Roger Fulford en su estudio Votes for Women: The Story of a Struggle, escribe: "La historia de las décadas entre 1860 y 1890 – en lo referente al sufragio femenino – es la historia de la señorita Becker." El Journal publicó discursos pronunciados por todo el país, tanto dentro como fuera del Parlamento. Becker publicó la correspondencia con sus seguidores y sus adversarios. Sobre todo en 1870, cuándo criticó al miembro del parlamento por Caernarvonshire después de que votara en contra de una propuesta en favor del voto femenino.
En 1880, Becker y sus colaboradoras hicieron campaña en la Isla de Man por el derecho de las mujeres a votar en las elecciones de la House of Keys. Inesperadamente, tuvieron éxito y lograron que las mujeres pudieran votar por primera vez en la Isla de Man en las elecciones de marzo de 1881.
Becker se distinguió de muchas de las primeras feministas en sus disputas sobre la esencia de la feminidad. Argumentando que no había diferencia natural entre el intelecto de hombres y de mujeres, Becker era defensora de un sistema educativo que no segregara por sexos en Gran Bretaña. También difirió de muchas otras sufragistas en su ardua defensa del derecho a votar de las mujeres solteras. Becker pensaba que las mujeres con maridos y fuentes estables de ingresos estaban menos desesperadas por votar que las viudas y solteras. Esta actitud la convirtió en objetivo de frecuentes burlas en periódicos y caricaturas editoriales.
En 1890 Becker visitó la ciudad-balneario de Aix-les-Bains, donde cayó enferma y murió de difteria a los 63 años. En lugar de continuar con Women's Suffrage Journal el equipo de edición decidió cesar la publicación.

## Monumentos
El nombre de Lydia aparece en la cara del sur del Monumento a los Reformistas en el Cementerio de Kensal Green en Londres.

## Obras
- "Botany for Novices: a short outline of the natural system of classification of plants" (1864)
- "Female Suffrage" en The Contemporary Review (1867)
- "Is there any Specific Distinction between Male and Female Intellect?" in Englishwoman's Review of Social and Industrial Questions (1868) +
- "On the Study of Science by Women" en The Contemporary Review (1869)
- "The Political Disabilities of Women" en The Westminster Review (1872)

## Archivos
Los archivos de Lydia Becker se conservan en la Biblioteca de las Mujeres ubicada en la Biblioteca de la London School of Economics con el número de referencia 7LEB (enlace roto disponible en Internet Archive; véase el historial, la primera versión y la última)..